# Old Sparky

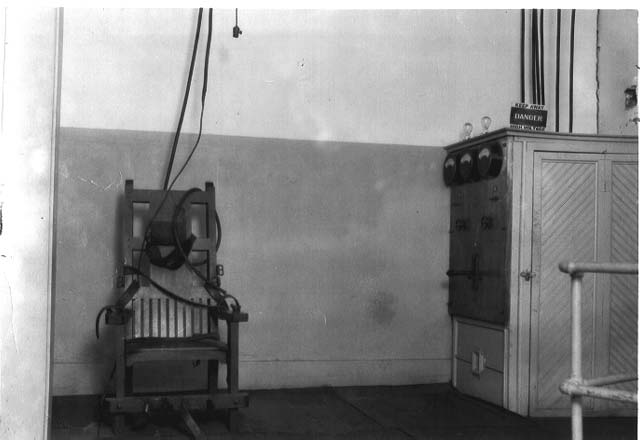
Old Sparky en Tucker Unit, Arkansas. Fue utilizada para 104 ejecuciones entre 1926 y 1948.

Old Sparky (en español: "Vieja Chispita") es el apodo de la silla eléctrica en Arkansas, Connecticut, Florida, Georgia, Illinois, Kentucky, Nebraska, Nueva York, Ohio, Oklahoma, Carolina del Sur, Texas, Virginia, y Virginia Occidental. Old Smokey fue el apodeo de la sillas utilizadas en Nueva Jersey, Pensilvania, y Tennessee. "Old Sparky" es utilizado algunas veces para referirse a las sillas eléctricas en general y no a una de un estado en específico.